# Мегион
Мегио́н — город в России, в Ханты-Мансийском автономном округе — Югре. Расположен в Западной Сибири, на месте впадения в Обь её протоки Меги.
Население города — 52 887 чел. (2021). Население городского округа — 59 424 чел. (2021), в том числе посёлок Высокий — 6537 чел. Город входит в Нижневартовскую агломерацию.
Рождение и развитие города связано с обнаружением приобской нефти — именно мегионские нефтяники пробурили первую скважину Самотлора — крупнейшего в стране месторождения — и начали его промышленное освоение. Это предопределило строительство Мегиона и Нижневартовска, которые и ныне образуют вкупе один из важнейших центров российской нефтяной промышленности.

## Этимология
В документе 1912 года упоминается как юрты Магайон; в 1940-х годах село Мегион, расположенное на излучине при впадении протоки Мега в Обь. С 1980 года — город Мегион. Название из хантыйского мехи, меги, мегий — «излучина, изгиб, крутой поворот реки», мегин — «кривой».

## Физико-географическая характеристика

### Географическое положение
Мегион расположен в Среднеобской низменности Западно-Сибирской равнины в среднем течении Оби на правом берегу её протоки Меги. Высота над уровнем моря — 40 м. В акватории Оби в 150 м к востоку от города расположен остров Баграс, в 300 м к юго-востоку от города — остров Овечий. Географические координаты: 61°02′00″ с. ш. 76°06′00″ в. д.. С конца мая до середины июля в городах этой широты можно наблюдать такое явление, как белые ночи. К примеру, Санкт-Петербург, — наиболее известный город, где они наблюдаются, — расположен на смежной широте.
Часовой пояс
Мегион, как и весь округ, находится в часовой зоне МСК+2. Смещение применяемого времени относительно UTC составляет +5:00.
В соответствии с применяемым временем и географической долготой средний солнечный полдень в Мегионе наступает в 12:01.
Удалённость городов:
| Город                    | Расстояние, км | Направление |
| ------------------------ | -------------- | ----------- |
| Нижневартовск            | 26             | Восток      |
| Сургут                   | 145            | Запад       |
| Ханты-Мансийск           | 380            | Запад       |
| Новый Уренгой            | 560            | Север       |
| Тюмень                   | 740            | Юго-Запад   |
| Екатеринбург             | 1000           | Юго-Запад   |
| Казань                   | 1660           | Юго-Запад   |
| Москва                   | 2280           | Запад       |
| Санкт-Петербург          | 2450           | Запад       |
| Якутск                   | 2760           | Восток      |
| Петропавловск-Камчатский | 4725           | Восток      |

### Гидрология
Основным водотоком города является река Обь, в том числе её протока Мега. Помимо этого, через город протекает река Сайма, подвергшаяся загрязнению и деградации русла. Дискуссии по очистке Саймы и восстановлению её русла не прекращаются уже несколько десятилетий, но реального прогресса так и не достигнуто. Часть её была взята в трубу и засыпана. В отсутствие подвижек в этом вопросе звучат и предложения о полной засыпке реки.

### Климат
Климат города резко континентальный. Зима холодная и продолжительная, лето сравнительно тёплое и довольно короткое. Абсолютный минимум температуры был зарегистрирован в январе 2006 года и составил −62 °C. Мегион приравнен к районам Крайнего Севера.
- Среднегодовая температура воздуха — −0,9 °C
- Относительная влажность воздуха — 78 %
- Средняя скорость ветра — 3,5 м/с

| Показатель                                                         | Янв.  | Фев.  | Март  | Апр. | Май  | Июнь | Июль | Авг. | Сен. | Окт.  | Нояб. | Дек.  | Год   |
| ------------------------------------------------------------------ | ----- | ----- | ----- | ---- | ---- | ---- | ---- | ---- | ---- | ----- | ----- | ----- | ----- |
| Средний суточный максимум, °C                                      | −9,3  | −5,2  | 0,6   | 8,8  | 18,8 | 26,6 | 25,1 | 22,8 | 16,3 | 2,8   | −5,1  | −4,7  | 8,1   |
| Средняя температура, °C                                            | −21,2 | −15,2 | −6,5  | 1,9  | 8    | 17   | 17,3 | 14,7 | 8    | −3,1  | −15,4 | −16,7 | −0,9  |
| Средний суточный минимум, °C                                       | −35,5 | −29,4 | −17,2 | −5,9 | −1,3 | 8,2  | 9,7  | 7,6  | 0,9  | −10,3 | −27,9 | −30,1 | −10,9 |
| Норма осадков, мм                                                  | 20    | 17    | 26    | 41   | 51   | 59   | 52   | 67   | 50   | 44    | 35    | 27    | 489   |
| Источник: Погода в мире. Архив погоды в Мегионе, Meteoblue(осадки) |       |       |       |      |      |      |      |      |      |       |       |       |       |

### Почвенный покров
В окрестностях преобладает почвенно-грунтовое заболачивание, в черте города грунт насыпной. Естественные почвы представлены поверхностными и мелкими подзолами. Эти обстоятельства налагают ограничения на высоту построек, а также требуют предварительного осушения болот, а затем — вбивания свай.

### Растительный и животный мир
Город окружает смешанная тайга, богатая флорой и фауной. Коренные народы Севера издавна используют их в своём промысле.
Практически рядом с городом встречаются медвежьи берлоги. В лесах много пушного зверя: белка, ондатра, лисица, бурундук, заяц, а также главный символ Мегиона — соболь. На болотах водятся утки, гадюки.
Наряду с пушным развит и рыбный промысел. Наиболее распространены чебаки, язи, окуни, караси, щуки, стерлядь.

## История

### Раннее поселение
До основания постоянного поселения в окрестностях будущего Мегиона проживали племена восточных хантов и лесных ненцев. Манси в этих краях не селились.
Первое упоминание о Мегионе было в 1910 году. Мы находим его в записях выдающегося исследователя Сибири — Александра Дунина-Горкавича: «Посёлок, лежащий в устье протоки, огибающей материк». Это и есть дословный перевод с хантыйского названия поселения — Майон (первый вариант написания).
По официальным данным Российской империи, в 1912 году, территория современного Нижневартовского района входила в состав Ларьяцкой волости Сургутского уезда Тобольской губернии и насчитывала 46 поселений (юрт). Тут же находились и мелкие населённые пункты на Оби: Вампугольские юрты — 13 человек; село Вартовск с 93 жителями, хлебозапасным магазином, двумя частными лавками, земской станцией, пристанью и церковью. Позже они слились в один населённый пункт, получивший название Вымпугольск. На правом берегу Оби в 1909 году возникла дровяная пристань Нижневартовск. В сорока километрах от неё, вниз по течению Оби, стояли юрты Магайона (следующий вариант написания) с пятью дворами и земской трактовой станцией. Рядом с Магайонскими были юрты Лекрысово и Ермаково. О последних есть легенда, что здесь останавливалась на привал дружина Ермака. Все ближайшие юрты были заселены хантами. Ханты охотно занимались почтовым извозом. Жители Магайонских юрт традиционно вели рыбный промысел.

### Нефтяной бум

Старый герб (до 2001 года)

В 1959 году в районе Мегиона начались поиски нефти и стало проводиться пробное глубокое бурение. 21 марта 1961 года в окрестностях будущего города со скважины № 1 с глубины 2180 м был получен первый в Среднем Приобье нефтяной фонтан. Это событие стало поворотной точкой в истории Мегиона и округа — c этого момента началось развитие Западно-Сибирского нефтегазового комплекса. Условия у первопроходцев были тяжёлые — помимо суровых бытовых условий («один вагончик, а в нём железная печка да самодельный стол с рацией»), на первых порах была постоянная нехватка транспорта и оборудования.
24 мая 1964 года первая баржа с мегионской нефтью ушла от нефтесборного пункта № 8 и направилась в Омск. Всего за навигацию 1964 года было отгружено 73,2 тысячи тонн нефти. По этому поводу прямо на берегу реки состоялся торжественный митинг. Открывали задвижку начальник экспедиции Владимир Абазаров и первооткрыватель месторождения Григорий Норкин.
29 сентября 1964 года Мегион получил статус рабочего посёлка.
Летом 1965 года Мегионская нефтеразведочная экспедиция под руководством опытного геолога Владимира Абазарова открыла крупнейшее в России нефтяное месторождение — Самотлорское.
23 июля 1980 года указом Президиума Верховного Совета РСФСР рабочий посёлок Мегион Нижневартовского района Ханты-Мансийского автономного округа Тюменской области преобразован в город окружного подчинения.
На заре освоения региона на первое место ставилась нефтедобыча, поэтому в первую очередь обустраивалась инфраструктура месторождений, промышленных баз и нефтепроводов. Всё прочее строительство, включая жильё и бытовые объекты, велось по остаточному принципу. Крупнейшими заказчиками строек выступали нефтяники, геологи и трубопроводчики. Все они имели разный подход к планировке территории, который определялся их отраслевым институтом, что привело к хаотичности городской застройки с большим количеством многоэтажных домов разных серий. Единый генеральный план отсутствовал вплоть до 1982 года.

## Население
| 1959    | 1970    | 1979    | 1989    | 1996    | 1998    | 2000    | 2001    |
| ------- | ------- | ------- | ------- | ------- | ------- | ------- | ------- |
| 400     | ↗6431   | ↗23 629 | ↗39 783 | ↗41 800 | ↗42 000 | ↘41 500 | ↗41 800 |
| 2002    | 2005    | 2006    | 2007    | 2008    | 2009    | 2010    | 2011    |
| ↗46 566 | ↗47 200 | ↗47 500 | ↗48 400 | ↗49 000 | ↗49 107 | ↗49 449 | ↘49 400 |
| 2012    | 2013    | 2014    | 2015    | 2016    | 2017    | 2018    | 2019    |
| ↘48 763 | ↘48 539 | ↗48 949 | ↗49 063 | ↘48 818 | ↘48 283 | ↘47 720 | ↘47 332 |
| 2020    | 2021    |         |         |         |         |         |         |
| ↘46 643 | ↗52 887 |         |         |         |         |         |         |

На 1 января 2025 года по численности населения город находился на 302-м месте из 1124 городов Российской Федерации.
| Перепись | Перепись | русские | украинцы | татары | башкиры | азербайджанцы | лезгины | прочие | не указали | Всего  |
| -------- | -------- | ------- | -------- | ------ | ------- | ------------- | ------- | ------ | ---------- | ------ |
| 2010     | число    | 30 836  | 3 640    | 3 509  | 1 723   | 867           | 584     | 8 290  | 3 853      | 49 449 |
| 2010     | %        | 62,36   | 7,36     | 7,10   | 3,49    | 1,75          | 1,18    | 8,97   | 7,79       | 100    |

## Транспорт
Автобусная сеть Мегиона состоит из двух внутригородских маршрутов.
- 1 «СУ-920 — Автостанция — ул. Свободы — Налоговая — МАТП — пр. Победы (Обратно: Больничный комплекс — ГОВД) — 28-й микрорайон».
- 2 «СУ-920 — Автостанция — Школа № 3 — ул. Губкина (Обратно: с заездом к Школе № 1) — 28-й микрорайон».

Имеются пригородные маршруты до Нижневартовска и посёлка Высокий.

## Образование
В городе находятся 8 общеобразовательных школ, одна из которых расположена на территории посёлка Высокий, Мегионский политехнический колледж, музыкальная школа имени Анатолия Кузьмина, школа искусств «Камертон», художественная школа, а также множество спортивных секций.

## Культура

### Историко-культурный и экологический центр
Основной музейной и историко-культурной площадкой в городе является муниципальное автономное учреждение «Экоцентр», состоящее из трёх подразделений:
- Краеведческий музей

Включает постоянную экспозицию «Культура и быт коренных малочисленных народов Западной Сибири».
- Музейно-этнографический и экологический парк «Югра»

Парк располагается в 42 км от Мегиона. На его территории находится музей-стойбище хантыйского рода Казамкиных — историко-этнографический комплекс, включающий 16 хозяйственных и культовых построек, экологические тропы протяжённостью более 10 км и небольшое родниковое озеро Поссен-Лор с песчаным пляжем. Имеются домики для отдыха посетителей. Парк является местом проведения таких ежегодных мероприятий под открытым небом, как региональный фестиваль «Хатлые» и городской фестиваль «Иван Купала».
- Центр народных художественных промыслов и ремёсел

Занимается популяризацией народного промысла. Силами центра проводится открытый городской фестиваль «Мастера и ремёсла». Фестиваль зародился как ярмарка-выставка мастеров художественных промыслов и декоративно-прикладного искусства, но затем разросся и стал привлекать умельцев из соседних городов. Множество изделий, созданных в рамках этого фестиваля, затем пополняют фонды Экоцентра. Включает постоянную экспозицию «Мир русской избы». Также в центре проводятся творческие мастер-классы для детей.

## Досуг
Одним из важнейших событий в культурной жизни города в середине нулевых годов можно было считать проведение ежегодного рок-фестиваля «Мегадрайв» в 2006—2008 годах, привлекавшего внимание поклонников рок-музыки со всех уголков России.
Имеется кинотеатр, ледовый дворец, детская художественная школа, культурно-досуговый комплекс «Калейдоскоп» и дворец искусств, в которых активно поддерживается самодеятельность — школы и другие учебные заведения регулярно проводят в них свои мероприятия.

## Средства массовой информации

### Печатные издания
- «Мегион-Информ»
- «Мегионские новости»
- «Мегионнефтегаз-Вести»

### Телевидение
- Телекомпания «Акцент»
- Телекомпания «Эфир Медиа»

### Радио
В городе ведут вещание 6 местных радиостанций, также возможен приём 17 радиостанций из города Нижневартовска.
| Список радио и частот, принимаемых в городе (от 15 ноября 2020) | Список радио и частот, принимаемых в городе (от 15 ноября 2020) |
| --------------------------------------------------------------- | --------------------------------------------------------------- |
| Радио Пи ФМ (НВ)                                                | 87,8 FM                                                         |
| Авторадио (Мегион)                                              | 88,3 FM                                                         |
| Русское Радио (НВ)                                              | 88,7 FM                                                         |
| Наше Радио (НВ)                                                 | 89,1 FM                                                         |
| Радио Маяк (НВ)                                                 | 89,5 FM                                                         |
| Радио Комсомольская правда (НВ)                                 | 89,9 FM                                                         |
| Радио Дача (НВ)                                                 | 90,3 FM                                                         |
| Радио ENERGY (НВ)                                               | 90,7 FM                                                         |
| Европа Плюс (Мегион)                                            | 100,6 FM                                                        |
| Love Radio (НВ)                                                 | 101,3 FM                                                        |
| Дорожное радио (Мегион)                                         | 101,6 FM                                                        |
| Радио Шансон (НВ)                                               | 102,1 FM                                                        |
| Новое радио (НВ)                                                | 102,6 FM                                                        |
| Дорожное радио (НВ)                                             | 103,1 FM                                                        |
| Европа Плюс (НВ)                                                | 104,0 FM                                                        |
| Хит FM (Мегион)                                                 | 104,3 FM                                                        |
| Авторадио (НВ)                                                  | 104,7 FM                                                        |
| Comedy Radio (Мегион)                                           | 105,2 FM                                                        |
| Русское Радио (Мегион)                                          | 105,6 FM                                                        |
| Радио Югра (НВ)                                                 | 105,9 FM                                                        |
| DFM (НВ)                                                        | 106,3 FM                                                        |
| Ретро FM (НВ)                                                   | 107,4 FM                                                        |
| Радио России (НВ)                                               | 107,8 FM                                                        |

## Сервис
В городе расположены гостиницы «Адрия» и «Гостиный Двор», несколько ресторанов и кафе. Имеется современный спортивно-оздоровительный комплекс «Жемчужина» с теннисным кортом, бассейном, тренажёрным залом и сауной.

## Галерея

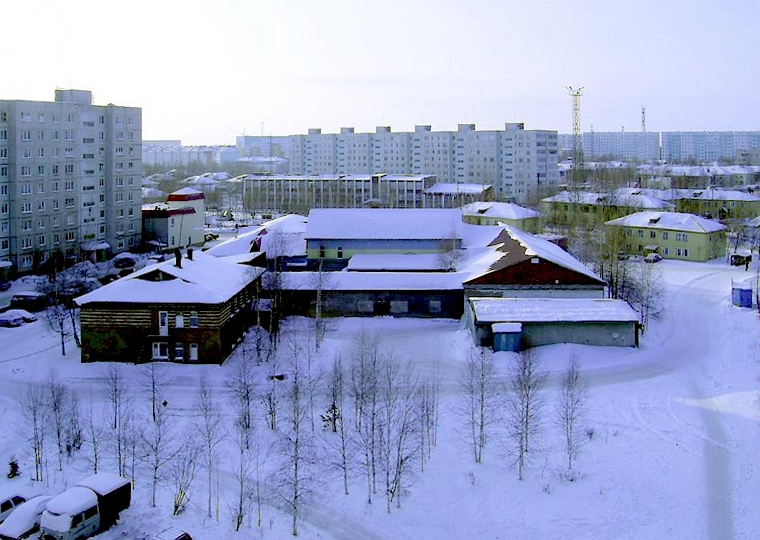
Вид на город
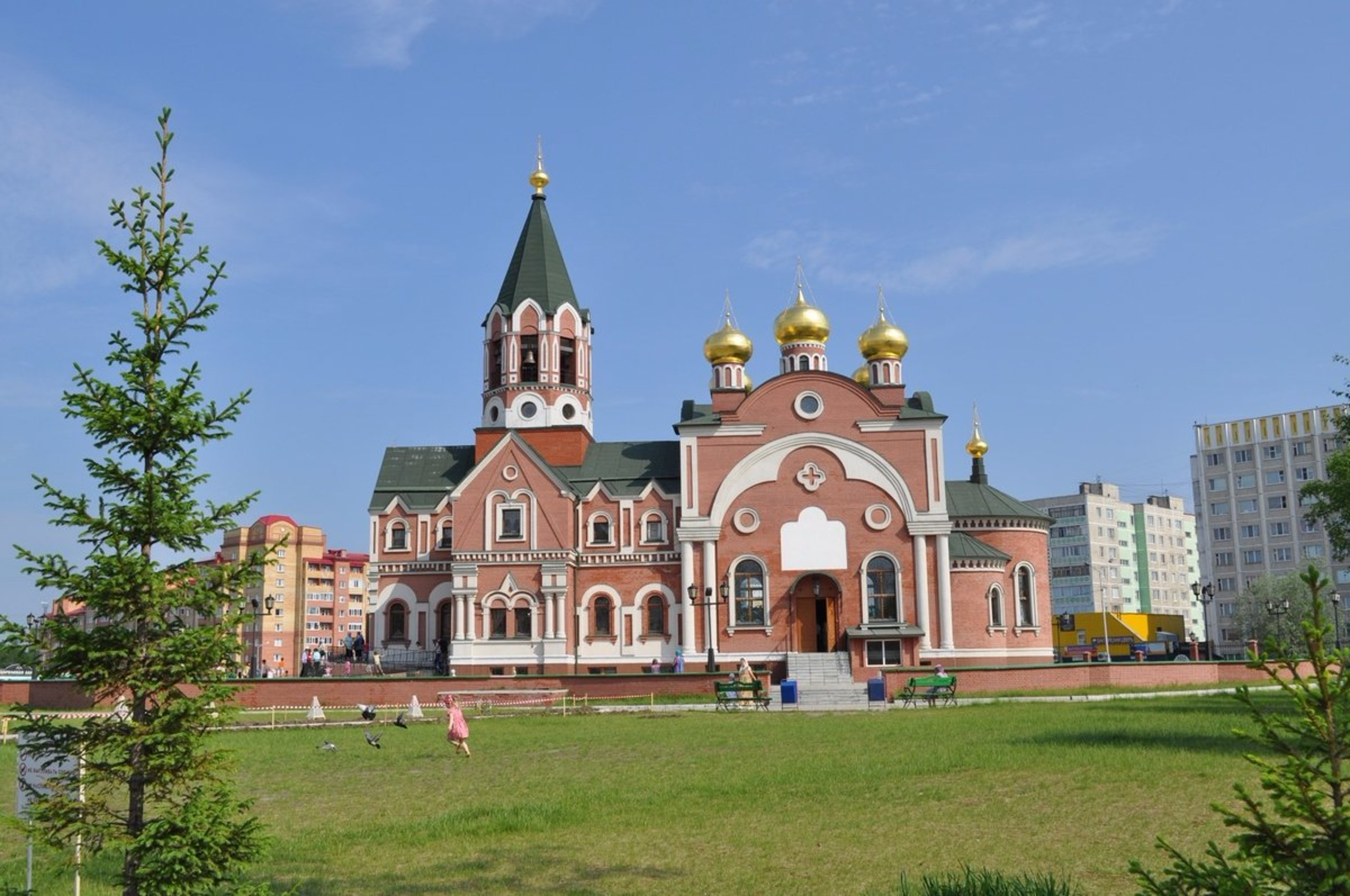
Церковь Покрова Пресвятой Богородицы
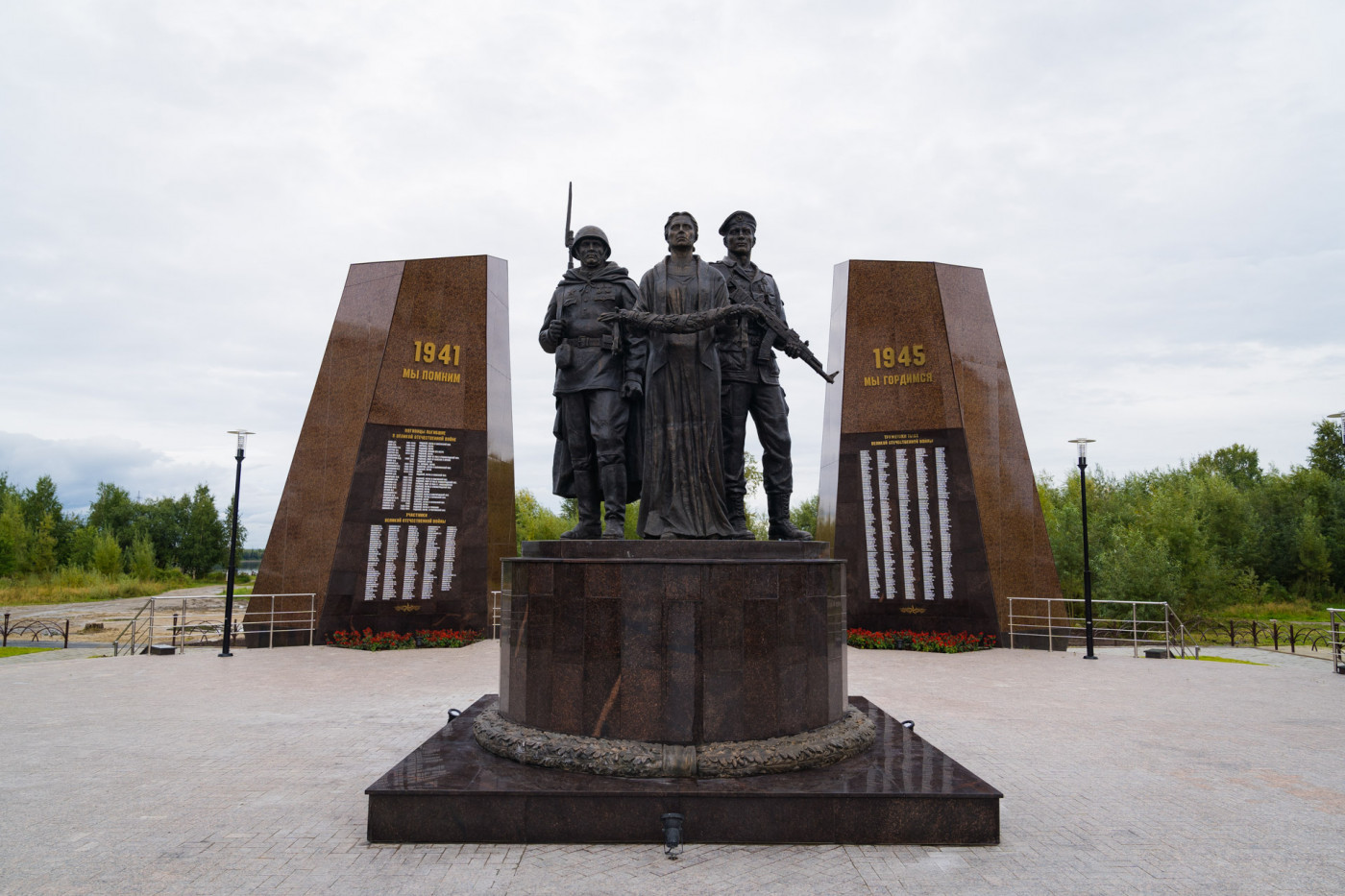
Аллея славы героям минувших конфликтов
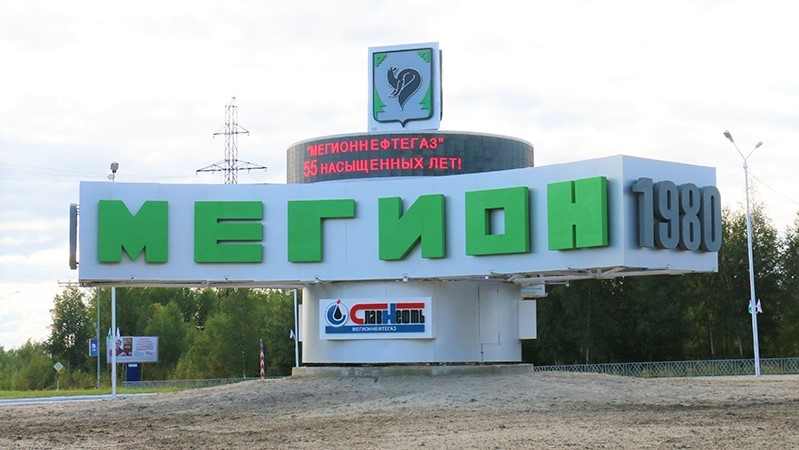
Приветственный знак на въезде в город
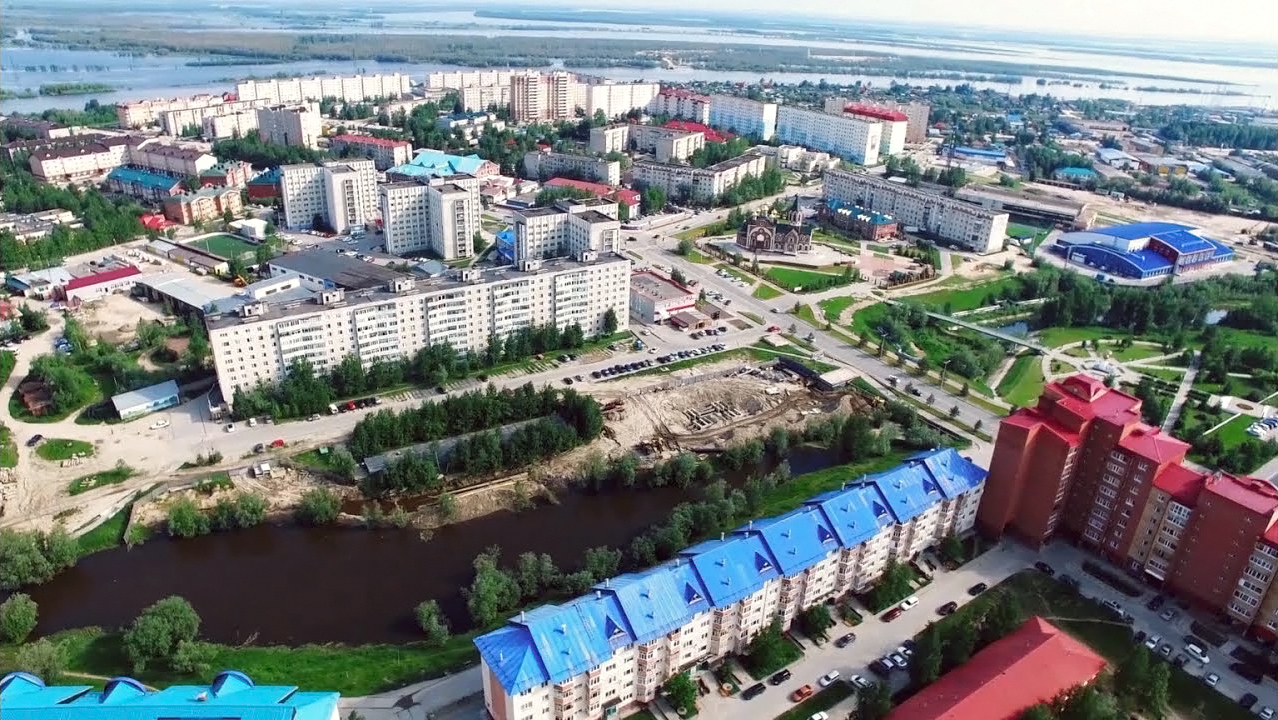
Вид на один из районов города и реку Сайму